# اس‌اس استورستاد
اس‌اس استورستاد (به انگلیسی: SS Storstad) یک زیردریایی بود که طول آن 134m (439' 6") بود. این زیردریایی در سال ۱۹۱۰ ساخته شد.